# Tillandsia moronesensis
Tillandsia moronesensis är en gräsväxtart som beskrevs av Renate Ehlers. Tillandsia moronesensis ingår i släktet Tillandsia och familjen Bromeliaceae. Inga underarter finns listade i Catalogue of Life.